# Lidia Valentín
Lidia Valentín Pérez (ur. 10 lutego 1985 w Ponferrada) – hiszpańska sztangistka, trzykrotna medalistka olimpijska, dwukrotna mistrzyni świata.

## Kariera
Zdobyła złote medale mistrzostw Europy w Tel Awiwie (2014), mistrzostw Europy w Tbilisi (2015), mistrzostw Europy w Splicie (2017) i mistrzostw Europy w Bukareszcie (2018) w kategorii do 75 kg oraz złote medale mistrzostw świata w Anaheim (2017) w kategorii do 75 kg i mistrzostw świata w Aszchabadzie (2018) w kategorii do 81 kg. 
W 2008 roku wywalczyła brązowy medal w wadze ciężkiej podczas igrzysk olimpijskich w Pekinie. W zawodach tych rozdzieliła na podium Ałłę Ważeniną z Kazachstanu i Meksykankę Damaris Aguirre. Pierwotnie Valentín zajęła piąte miejsce, jednak wkrótce za doping zdyskwalifikowane zostały Chinka Cao Lei (1. miejsce), Rosjanka Nadieżda Jewstiuchina (3. miejsce) oraz Iryna Kulesza z Białorusi (4. miejsce), a srebrny medal przyznano Hiszpance. Na rozgrywanych cztery lata później igrzyskach olimpijskich w Londynie była czwarta. W 2015 roku przyznano jej jednak złoty medal po dyskwalifikacji Swietłany Podobiedowej z Kazachstanu (1. miejsce), Rosjanki Natalji Zabołotnej (2. miejsce) i Iryny Kuleszy (3. miejsce). Ponadto na igrzyskach olimpijskich w Rio de Janeiro w 2016 roku zdobyła brązowy medal w wadze ciężkiej. Brała też udział w igrzyskach olimpijskich w Tokio w 2020 roku, zajmując dziesiąte miejsce.